# Грабарз, Роберт
Роберт «Робби» Карл Грабарз (англ. Robert "Robbie" Karl Grabarz; род. 3 октября 1987 года в Энфилде, Большой Лондон Англия) — британский прыгун в высоту, чемпион Европы 2012 года, серебряный призёр Олимпийских игр 2012 года.
Окончил школу Кросхол и колледж Лонгсандс в Санкт-Неотос, Кембриджшир. В 2006 году он занял двенадцатое место на чемпионате мира среди юниоров. До 2012 года результатов международного уровня достичь не удавалось.
После переезда в Бирмингем начал интенсивные тренировки. Его тренер Фуз Ахмед отметил: «Даже если бы у Роберта не было кредитной карты, я бы тренировал его, так как я знал что он станет прыгуном мирового уровня».
В январе 2012 года прыгнул на 2,34 м в Вупертале. В июне Грабарз выиграл золото на чемпионате Европы с результатом 2,31 м. На Олимпийских играх в Лондоне выиграл бронзовую медаль с результатом 2,29 м, поделив её с двумя другими прыгунами. В этом же году победил в Бриллиантовой лиге.
На чемпионате мира 2013 года в Москве занял восьмое место с результатом 2,29 м.

## Достижения
| 2005 | Чемпионат Европы среди юниоров  | Каунас, Литва          | 18-е (кв.) | 2.05 м |
| 2006 | Чемпионат мира среди юниоров    | Пекин, Китай           | 12-е       | 2.05 м |
| 2009 | Чемпионат Европы среди молодежи | Каунас, Литва          | 11-е       | 2.18 м |
| 2011 | Чемпионат Европы в помещении    | Париж, Франция         | 23-е (кв.) | 2.12 м |
| 2012 | Чемпионат мира в помещении      | Стамбул, Турция        | 6-е        | 2.31 м |
| 2012 | Чемпионат Европы                | Хельсинки, Финляндия   | 1-е        | 2.31 м |
| 2012 | Олимпийские игры                | Лондон, Великобритания | 3-е        | 2.29 м |
| 2013 | Чемпионат мира                  | Москва, Россия         | 8-е        | 2.29 м |
| 2014 | Чемпионат мира в помещении      | Сопот, Польша          | 11-е (кв.) | 2.25 м |